# Sofiia Nagornaia
Sofiia Nagornaia (hebräisch סופיה נגורנאיה; * 4. Oktober 2003) ist eine israelische Tennisspielerin.

## Karriere
Nagornaia spielt bislang vor allem Turniere auf der ITF Junior Tour und der ITF Women’s World Tennis Tour, wo sie bislang einen Titel im Doppel gewann.

## Turniersiege

### Doppel
| Nr. | Datum            | Turnier        | Kategorie | Belag             | Partnerin      | Finalgegnerinnen               | Ergebnis  |
| --- | ---------------- | -------------- | --------- | ----------------- | -------------- | ------------------------------ | --------- |
| 1.  | 3. Dezember 2022 | Oberpullendorf | ITF W15   | Hartplatz (Halle) | Polina Leikina | Veronika Bokor Laura Radaković | 6:4, 7:69 |